# 史耐恩
史耐恩（1966年9月16日—），印度外交官，現任印度駐尼泊爾大使，曾任印度駐柬埔寨大使、印度駐上海總領事等職務。

## 經歷
史耐恩出生於1966年9月16日。他擁有德里印度理工學院的電機工程學士學位，以及美國馬里蘭大學的電機工程碩士學位。
史耐恩于1993年加入印度外事服务部，開始了他的外交生涯，他的首個派駐地為香港，隨後，他在印度驻华大使馆任職，負責處理印度與中華人民共和國的雙邊關係。他還曾於2009年6月至2012年7月在印度駐美國大使館擔任政治事務參贊，並於2012年8月至2015年7月任印度駐上海總領事。2015年8月至2017年5月期間，他擔任印度駐柬埔寨大使。2017年6月至2019年6月，史耐恩被借調至新開發銀行，在中國上海擔任總幹事及銀行董事會的秘書，與銀行行長及董事會成員共事。在新德里的外交部總部，史耐恩曾在2002年至2006年间任裁軍與國際安全事務司副司长，2006年9月至2009年6月任外交秘書辦公室副司长级别特别助理。出任印度驻尼泊尔大使前，他还負責印度外交部東亞司的工作，負責管理印度與中國、日本、大韓民國、蒙古及朝鮮民主主義人民共和國的關係，作爲東亞司聯祕（司長），他參與了兩國關於边境冲突问题的會談。
2022年5月17日，時任印度外交部輔祕的史耐恩被任命爲下一任印度駐尼泊爾大使。2022年6月25日，出任印度駐尼泊爾大使。6月30日，向尼泊爾總統遞交國書。